# Anej Lovrečič
Anej Lovrečič, slovenski nogometaš, * 10. maj 1987, Koper.
Lovrečič je svojo kariero začel pri klubu ŠD Breg(Trst), s Koprom je nastopal v prvi slovenski nogometni ligi v sezoni 2006/07